# Христос в пустинята (манастир)
Манастирът „Христос в пустинята“ (на английски: Monastery of Christ in the Desert) е бенедиктински манастир, разположен в пустинния каньон Чама в северозападната част на щата Ню Мексико, САЩ, на около 75 мили северно от Санта Фе, и около 53 мили южно от селището Чама. Манастирът е част от Бенедиктинския орден.

## История
Манастирът е основан през 1964 г. от брат Aелред Уол и монаси от Mount Savior Monastery в щата Ню Йорк. В 1983 г. манастирът става част от Subiaco Benedictine Congregation, като конвентуален приорат, а през 1996 г. придобива статут на автономно абатство. Главен архитект на оригиналния манастир е Джордж Накашима. Електричеството и водата се добиват с помощта на слънчеви батерии, тъй като слънцето по тези места е в изобилие в течение на цялата година.
Манастирът има два подчинени манастира в Мексико: „Ла Соледад“, в близост до Сан Мигел де Алиенде, и „Света Мария и Вси светии“ в Ксалапа, а също и зависим манастир в САЩ – манастир на Светия кръст, в Чикаго.
Още от самото си създаване, монасите следва устава на Свети Бенедикт. Към манастира има пансион за гости, а монасите се занимават и със занаятчийство. Към манастира има сувенирен магазин и книжарница.
Монашеската общност се състои от монаси от различни страни. Днес обителта е действащ католически манастир, и е отворено за посещения.

## Абатска бира
Манастирът има собствена монашеска пивоварна, в която от 2006 г. се произвежда абатска бира в няколко разновидности: Monks' Ale, Monks' Dubbel, Monks' Dubbel Reserve, Monks' Tripel, Monks Tripel Reserve, и Monks' Wit. През 2013 г. пивоварната произвежда и лимитирани серии от Monks' Kolsch и Monks' American Pale Ale.